# 열두 사도의 위원회

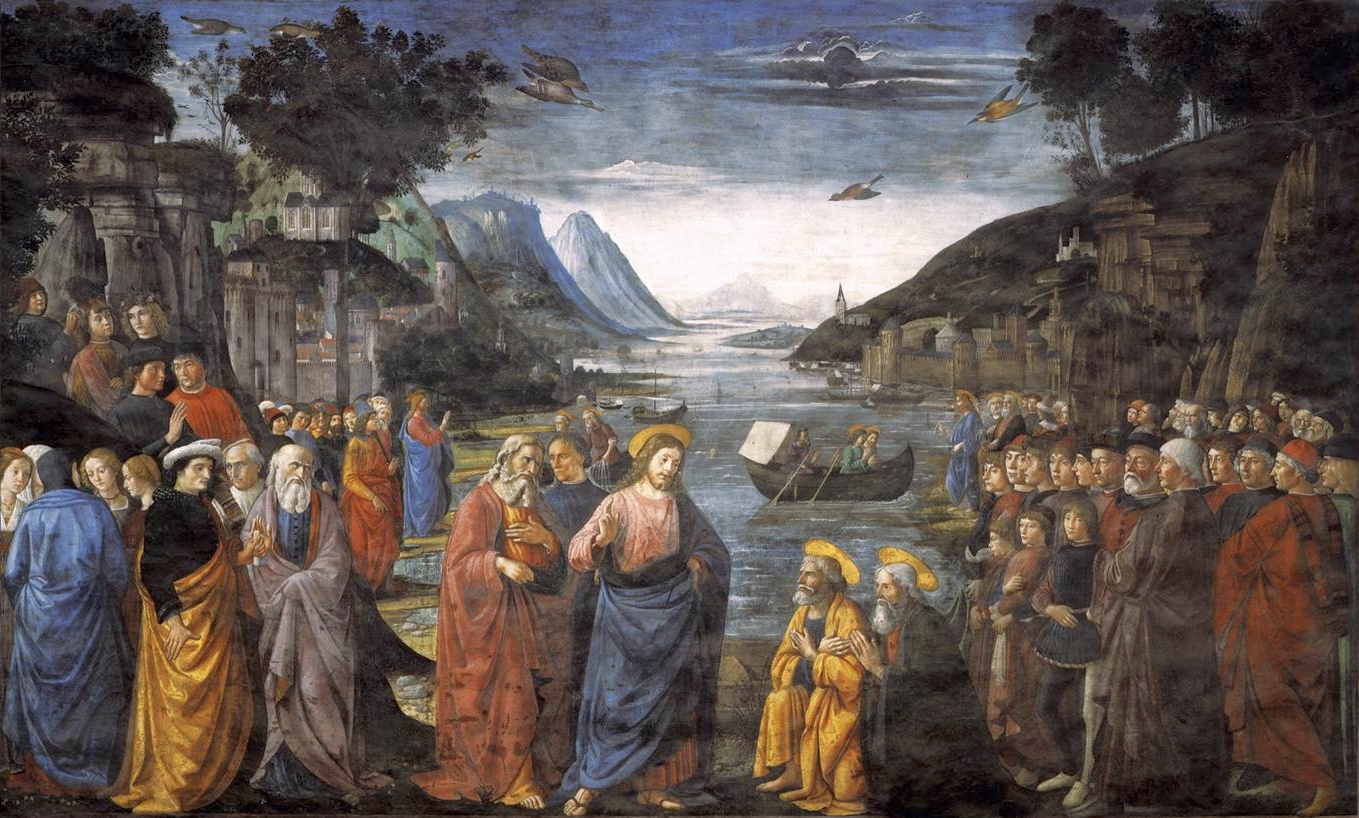
1481년, 도메니코 기를란다요 작 열두 사도의 위원회.

열두 사도의 위원회는 세 공관 복음서에 나타나는 예수의 삶 속 사건이다: 마태오 10:1–4, 마르코 3:13–19와 루카 6:12–16, 하지만 요한 복음서에는 없다. 예수의 제자 중 열두 사도의 초기 선택에 관한 것이다.
루카 복음서에 따르면:

그 무렵에 예수님께서는 기도하시려고 산으로 나가시어, 밤을 새우며 하느님께 기도하셨다. 그리고 날이 새자 제자들을 부르시어 그들 가운데에서 열둘을 뽑으셨다. 그들을 사도라고도 부르셨다: (베드로라고 이름을 지어 주신) 시몬, 그의 동생 안드레아, 그리고 야고보, 요한, 필립보, 바르톨로메오, 마태오, 토마스, 알패오의 아들 야고보, 열혈당원이라고 불리는 시몬, 야고보의 아들 유다, 또 배신자가 된 유다 이스카리옷이다.

## 같이 보기
- 마태오의 부름
- 예수의 첫 문도
- 복음서 조화
- 신약 속 예수의 삶
- 사도의 확산
- 마태오 10, 마르코 3, 루카 6